# Karel Des Fours Walderode
Karel Fridrich hrabě Des Fours Walderode (4. května 1904 Vídeň – 7. února 2000 Vídeň) byl český šlechtic německé národnosti, příslušník hraběcího rodu Des Fours Walderode. Byl posledním soukromým majitelem zámku Hrubý Rohozec.

## Život

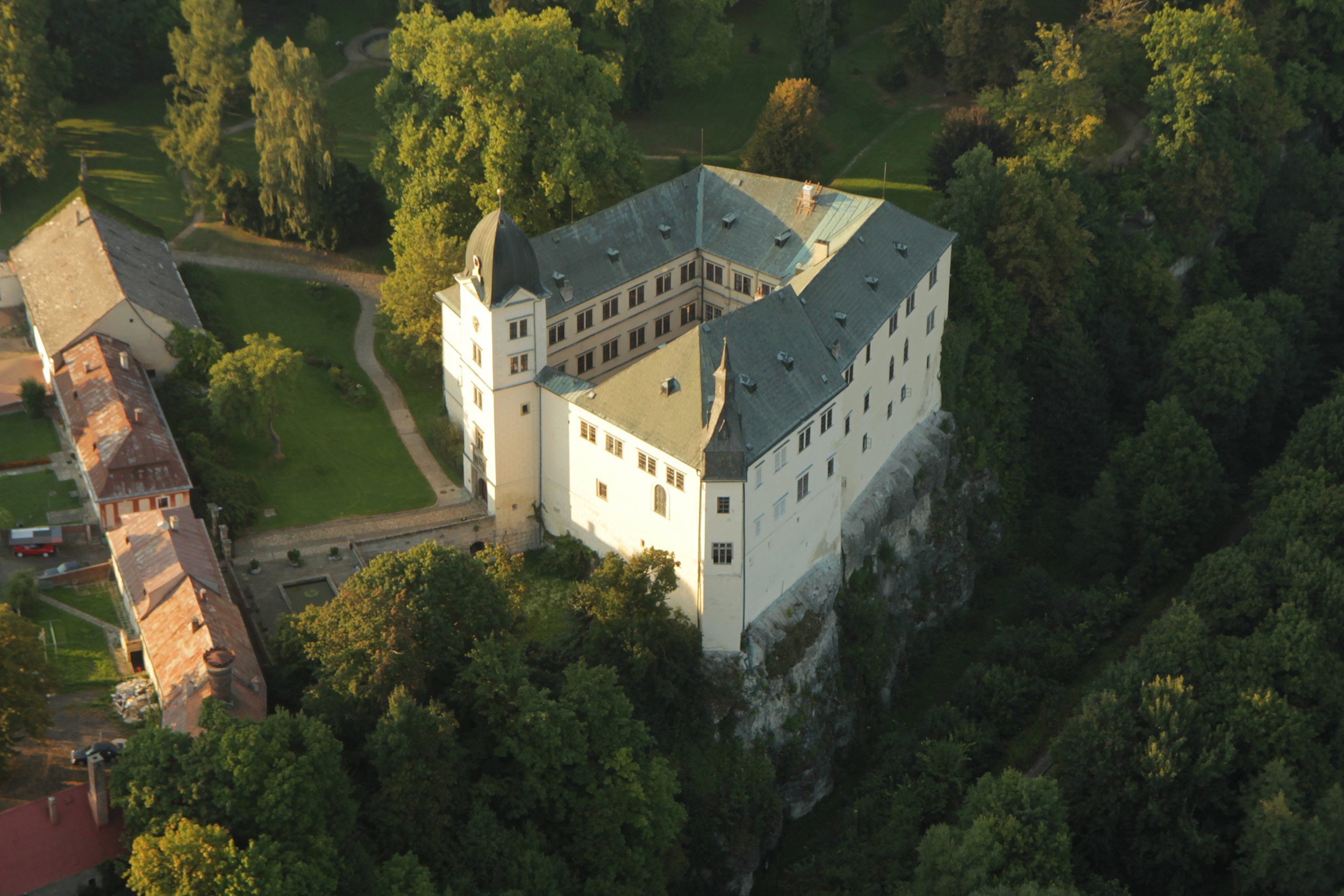
Zámek Hrubý Rohozec

Jeho rodiči byli Mikuláš Vladimír (1877–1941) a Helena Isabela, rozená von Wydenbruck (1881–?), kteří se rozešli již šest týdnů po jeho narození. Jako malý chlapec trávil většinu dětství u otce na zámku Hrubý Rohozec a letní měsíce pak na rodovém panství matky v Korutanech či Gorizii (dnes Itálie). Gymnázium studoval postupně v několika městech, nakonec maturoval v České Lípě. Ačkoli měl zájem o studium psychologie nebo medicíny, na přání otce se dal zapsat na právnickou fakultu Univerzity Karlovy v Praze. Toto studium zřejmě absolvoval s nechutí, studoval poměrně dlouho, v letech 1923–1935, nicméně studium zakončil doktorátem (JUDr.).
Po ukončení studií pracoval jako překladatel u Svazu německých velkostatkářů. Podle genealoga Petra Stehlíka byl Walderode od 5. září 1941 příslušníkem německé vojenské tlumočnické čety. Později byl přeložen na pražské oddělení Abwehrstelle Prag (Abwehr byla vojenská zpravodajská služba Wehrmachtu) jako překladatel.[zdroj?] V roce 1943 byl propuštěn do civilu, protože se vyreklamoval ke správě svého velkostatku. Za války působil jako tlumočník u vojenského soudu v Praze a na Hrubém Rohozci ukrýval archivní fondy prvního českého odboje a část pražského městského archivu.
V roce 1945 mu byl majetek na základě Benešových dekretů zabaven, a ještě 5 měsíců byl internován na Hrubém Rohozci. Josef Kunetka publikoval v knize CUI BONO RESTITUCE, Praha 2007, dokument – Fragebogen, čili přihlášku k říšskému občanství podle norimberských rasových zákonů, kde na str. 2 tohoto dotazníku dr. Walderode uvádí svou příslušnost („Zugehörigkeit“) ke straně Sudetendeutsche Partei (opus cit., str. 72, bod 12 Fragebogenu). Ministerstvo vnitra jeho žádost o vrácení československého občanství v roce 1947 zamítlo. Snažil se pak o zrušení konfiskace majetku. Než byla záležitost soudy vyřešena, došlo v únoru 1948 k převzetí vlády komunisty. V roce 1949 již měl rakouské občanství, odjel do Vídně.
V roce 1956 žil na Sardinii a zde se mu po 16 letech podařilo soudně vymoci rodový majetek, který následně prodal. V roce 1990 zažádal o uznání československé občanství, které mu bylo o 2 roky později vráceno a zažádal o vrácení majetku restituci.
Karel Friedrich hrabě Des Fours Walderode zemřel v rodné Vídni dne 7. února 2000. Ve Vídni byl také pohřben. Po jeho smrti usiluje o vrácení rodových majetků, včetně zámku Hrubý Rohozec, jeho manželka Johanna Kammerlanderová. V červnu 2019 odvolací soud restituční nároky rodu Des Fours Walderode na zámek Hrubý Rohozec potvrdil.